# Čajkovskij (Russia)
Čajkovskij è una città della Russia europea nordorientale, appartenente al territorio di Perm'.

## Geografia fisica
Sorge nella parte sud-occidentale del territorio, sulla riva destra della Kama (su una sponda del bacino di Votkinsk), 325 chilometri a sud-ovest del capoluogo regionale Perm'. L'area sotto la giurisdizione della città è molto vasta (2.155 km²) comprendendo anche molti insediamenti rurali circostanti per un totale di circa 26.000 abitanti. La popolazione urbana è di circa 82.000 abitanti.

## Storia
Čajkovskij è una città recentissima, essendo stata fondata nel 1955 in seguito alla costruzione della importante centrale idroelettrica di Votkinsk, che originò l'omonimo bacino artificiale. La città prende il nome dal celebre compositore russo Pëtr Il'ič Čajkovskij (1840-1893), originario della non lontana città di Votkinsk.

## Sport
La città è attrezzata per la pratica degli sport invernali ed ospita in particolare il trampolino Snežinka.